# Armand Koné
Armand Koné (* 29. Juli 1969 in Kouto) ist ein ivorischer römisch-katholischer Geistlicher und Erzbischof von Korhogo.

## Leben
Armand Koné studierte Philosophie am Priesterseminar Saint Pierre in Daloa und Katholische Theologie am nationalen Priesterseminar Saint Coeur de Marie in Anyama. Am 11. Oktober 2008 empfing er das Sakrament der Priesterweihe für das Erzbistum Korhogo.
Nach der Priesterweihe war Koné zunächst als Pfarrvikar an der Kathedrale Saint-Jean-Baptiste in Korhogo tätig. Anschließend wirkte er als Pfarrer der Pfarrei Immaculée Conception in Guiembé (2009–2010) und als Militärkaplan (2009–2013) sowie als Verantwortlicher für die Berufungspastoral und die ländliche Pastoral im Erzbistum Korhogo (2009–2012). Von 2010 bis 2013 fungierte er als Generalvikar des Erzbistums Korhogo. In dieser Zeit war er zusätzlich Pfarrer der Pfarreien Sainte Odile in Sinématiali (2010–2012) und Saint Michel Archange in Dikodougou (2012–2013). Von 2014 bis 2020 war er als Pfarrer in Chaource im Bistum Troyes tätig. Ab 2020 wirkte Koné als Pfarrer der Pfarrei Notre Dame des Victoires in Korhogo. Zudem war er von 2020 bis 2022 Dechant des Dekanats Bandama Urbain. Außerdem fungierte er von 2022 bis 2024 erneut als Generalvikar des Erzbistums Korhogo und ab 2024 als Delegat des Apostolischen Administrators.
Am 7. März 2025 ernannte ihn Papst Franziskus zum Erzbischof von Korhogo. Der Erzbischof von Abidjan, Ignace Kardinal Bessi Dogbo, spendete ihm am 5. April desselben Jahres vor der Kathedrale Saint-Jean-Baptiste in Korhogo die Bischofsweihe; Mitkonsekratoren waren der Bischof von Odienné, Alain Clément Amiezi, und der Apostolische Nuntius in der Elfenbeinküste, Erzbischof Mauricio Rueda Beltz.